# Algieria

Lokalizacja Algierii w Afryce

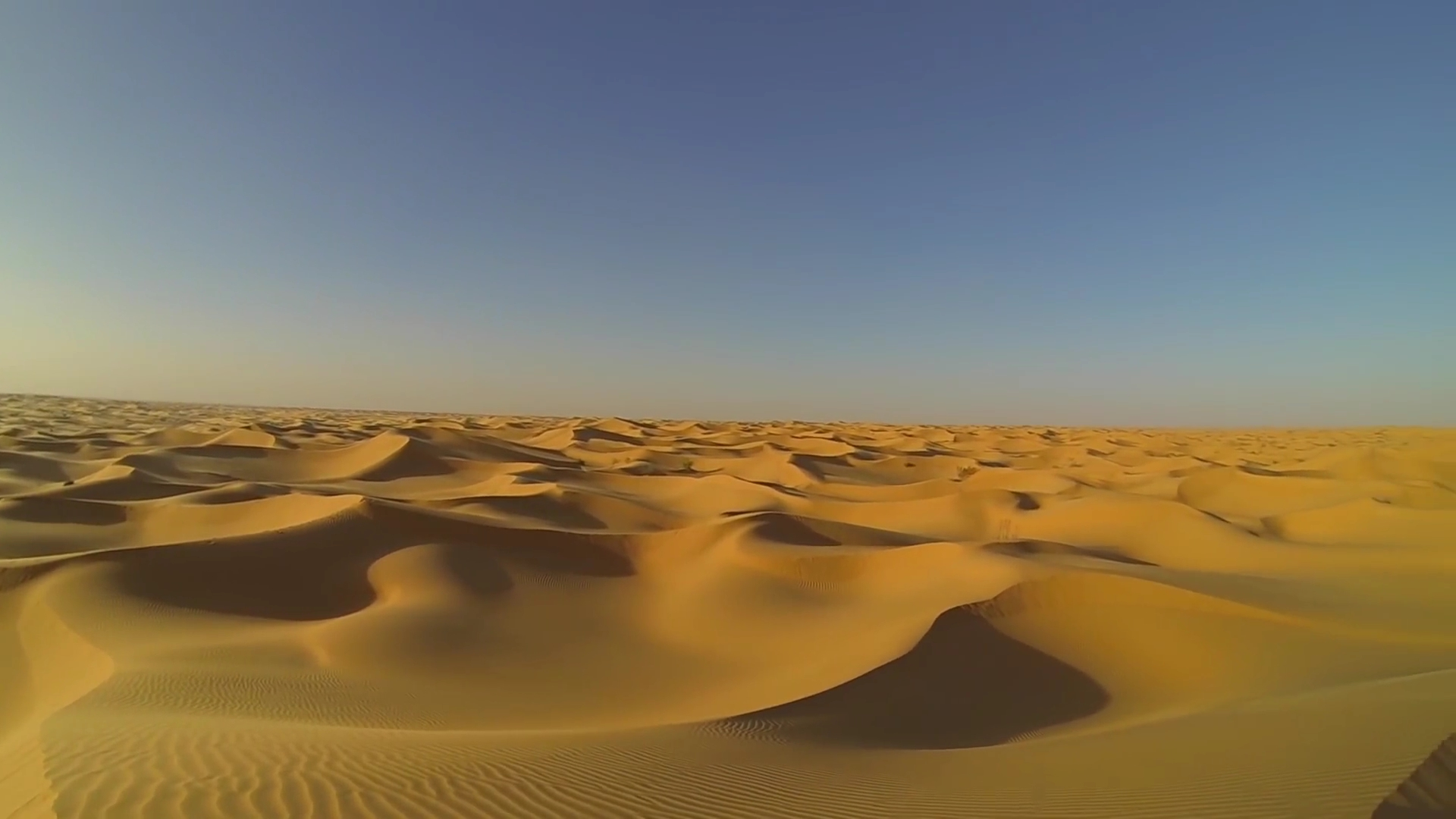
Pustynia Sahara na terenie Algierii

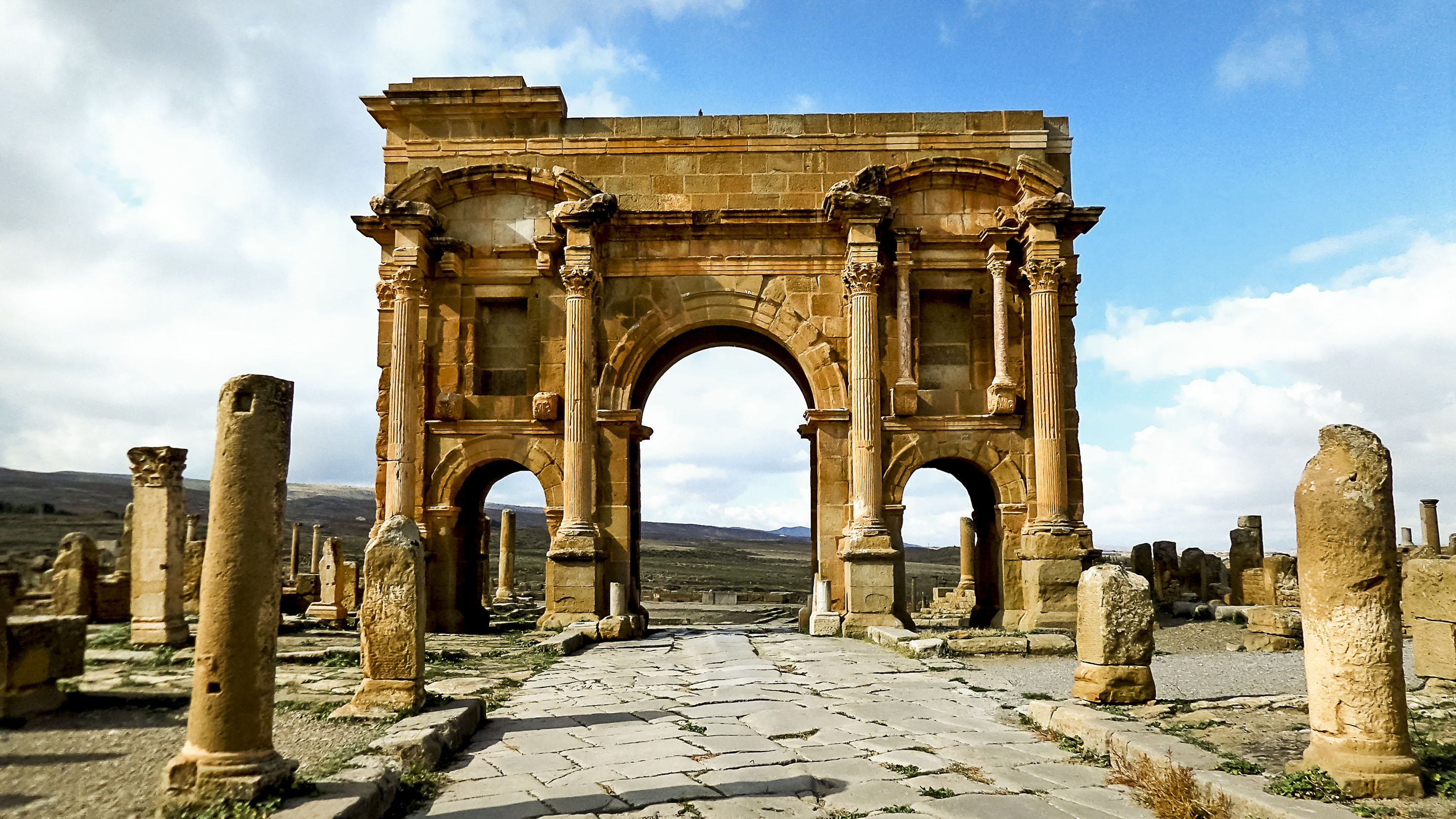
Algieria – ruiny łuku triumfalnego w Timgadzie

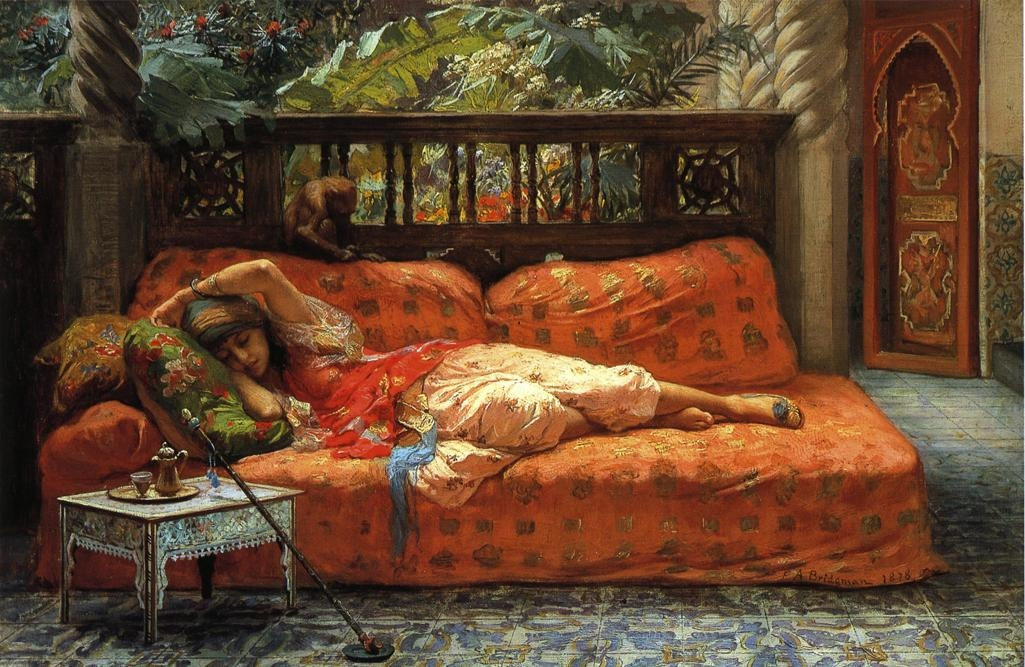
Algierka podczas sjesty popularnej w krajach śródziemnomorskich

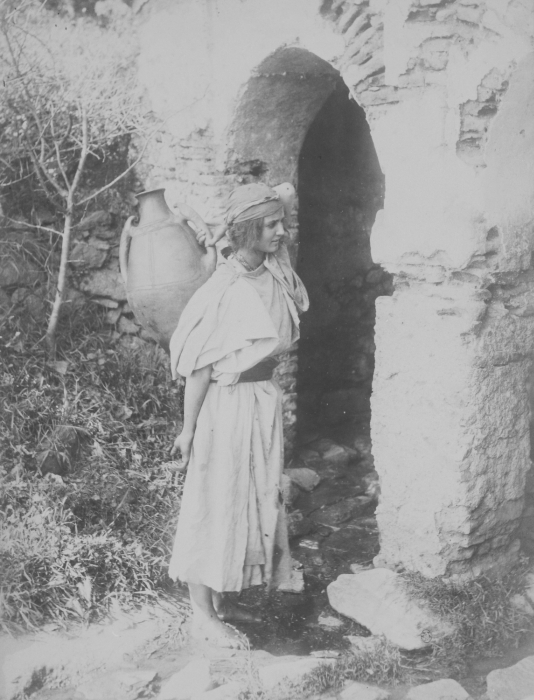
Kabyl z Algierii, 1890

Algieria (arab. ‏الجزائر‎, trl. Al-Jazā’ir, trb. Al-Dżaza’ir, tamazight ⴷⵣⴰⵢⴻⵔ), Algierska Republika Ludowo-Demokratyczna (arab. ‏الجمهورية الجزائرية الديمقراطية الشعبية‎, trl. Al-Jumhūriyyah al-Jazā’iriyyah ad-Dīmuqrāţiyyah ash-Sha‘biyyah, trb. Al-Dżumhurijja al-Dżaza’irijja ad-Dimukratijja asz-Szabijja) – 10. co do wielkości państwo świata (największe w Afryce), położone w Afryce Północnej nad Morzem Śródziemnym, członek Unii Afrykańskiej. Znaczną część obszaru Algierii zajmują wchodzące w skład Sahary pustynie oraz półpustynie.

## Podział administracyjny
Algieria jest podzielona na 48 wilajetów.

## Geografia
Algieria leży w północnej Afryce nad Morzem Śródziemnym, między Marokiem, Libią i Tunezją.
Stolica Algier liczy 1,6 mln mieszkańców (a zespół miejski 3,8 mln).
Położenie: 28°N, 1°E.
Powierzchnia całkowita: 2 381 740 km² (powierzchnia wód śródlądowych pomijalna).
Granice lądowe: 6343 km, w tym z poszczególnymi państwami:
- Maroko 1559 km
- Mali 1376 km
- Libia 982 km
- Tunezja 965 km
- Niger 956 km
- Mauretania 463 km
- Sahara Zachodnia 42 km

Linia brzegowa: 998 km
Morskie akweny:
- powierzchnia połowów: 32-52 mil morskich od brzegu
- wody należące do kraju: 12 mil morskich od brzegu

## Historia

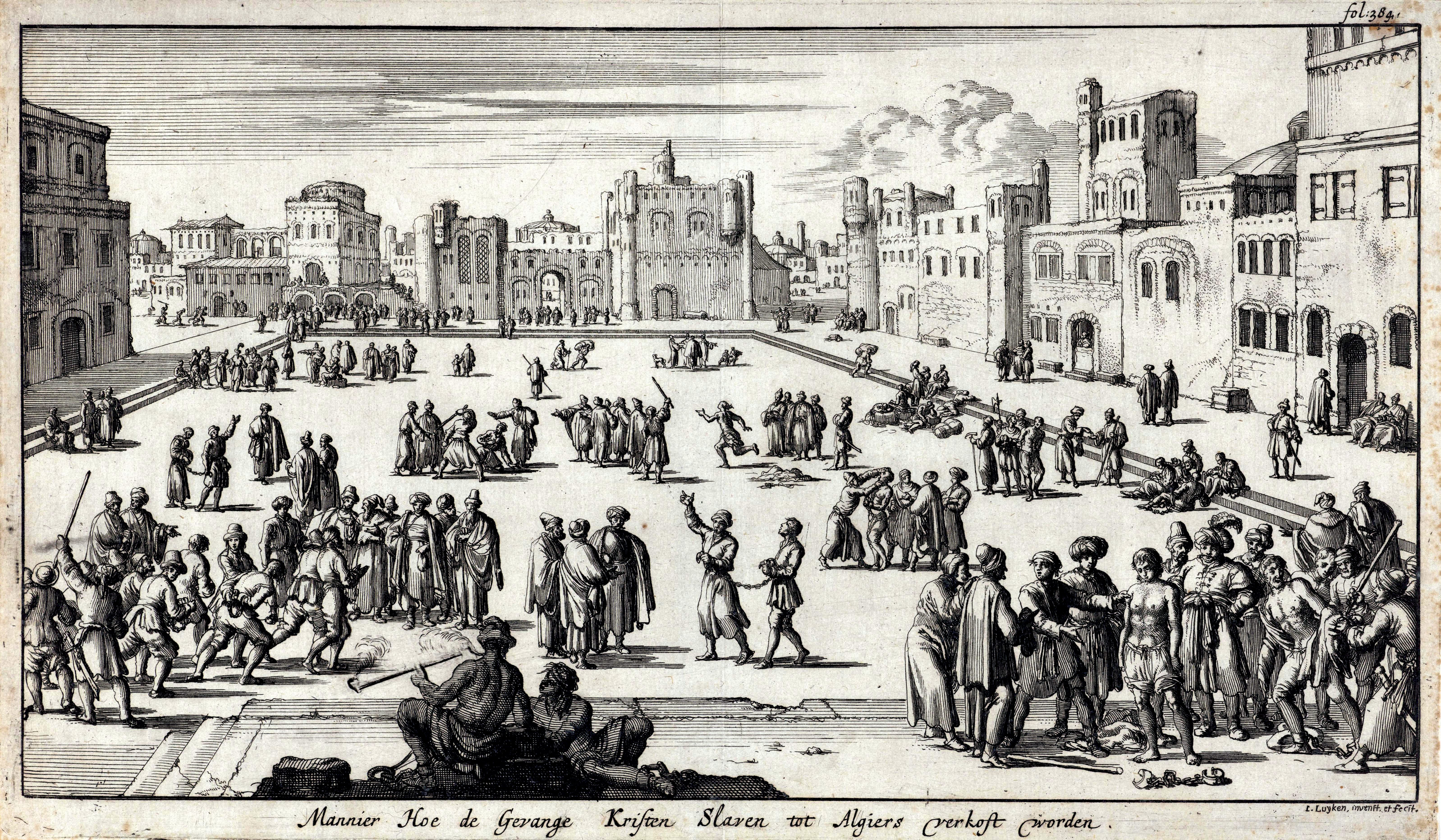
Rynek niewolników w Algierze, 1684

Terytorium współczesnej Algierii w starożytności zamieszkiwały ludy berberyjskie. Od XII wieku p.n.e. na wybrzeżach kraju powstawały fenickie osady handlowe, które od IX wieku p.n.e. należały do Kartaginy. W III wieku p.n.e. w głębi kraju utworzone zostało państwo Numidii, dołączone w I wieku p.n.e. do Imperium Rzymskiego. W okresie rządów rzymskich kraj stał się jednym ze spichlerzy imperium, dzięki czemu nastąpił szybki rozwój kulturalny i gospodarczy ziem. W V wieku n.e. wybrzeże Algierii zajęli Wandalowie, w 533 Bizancjum, z kolei w drugiej połowie VII wieku Arabowie. Arabowie przeprowadzili w kraju proces islamizacji i arabizacji miejscowych ludów berberyjskich. W ciągu średniowiecza tereny często zmieniały władców. Wybrzeża były opanowane przez piratów berberyjskich. U schyłku XV wieku licznie osiedlili się tu muzułmańscy uchodźcy z Hiszpanii, zasilili oni osady pirackie. Częste eskapady piratów na tereny Hiszpanii i hiszpańskie okręty, doprowadziły do zajęcia przez Hiszpanów portu w Oranie w 1509 (kontrolowali go do 1708 r.), a w 1510 Algieru. Zagrożeni ekspansją hiszpańską piraci zwrócili się o pomoc do Imperium Osmańskiego i w 1519 przyjęli zwierzchnictwo tureckie. Obecna Algieria została włączona w skład Imperium Osmańskiego pod arabską nazwą Al-Dżazair. Od początku XVIII wieku władzę przejmowali lokalni władcy.
W 1830 Algier został zdobyty przez Francję. W kolejnych latach Francuzi prowadzili systematyczny podbój kraju, spotykając się z oporem algierskich plemion. Wnętrze Algierii siły francuskie opanowały po 1847 wraz z rozbiciem wojsk emira Abd al-Kadira. Rząd francuski przyznał Algierii status osadniczego terytorium zamorskiego Francji i od lat 40. XIX wieku prowadził akcję osadniczą. Przeciwko francuskiej kolonizacji kraju występowała miejscowa ludność, która kilkukrotnie (między innymi w latach 1857, 1864-66, 1870-71) organizowała antyfrancuskie powstania. W 1881 Francuzi nadali Algierii kodeks tubylczy. Kodeks zakazał lokalnej ludności przynależności do partii politycznych i związków zawodowych. Część represyjnych praw zniesiono po I wojnie światowej. W okresie 20-lecia międzywojennego powstały pierwsze lokalne partie nawołujące do obrony interesu narodowego.
Podczas II wojny światowej Algieria stała się terenem walk aliantów z siłami rządu Vichy. Po zakończeniu wojny nasiliły się tendencje antykolonialne. W 1946 powstał Ruch na rzecz Triumfu Wolności Demokratycznych (MTLD), który 1947 wyłonił konspiracyjną Organizację Specjalną. Na bazie Organizacji Specjalnej powstał Komitet Rewolucyjny Jedności i Akcji. W 1954 Komitet Rewolucyjny Jedności i Akcji (CRUA) zorganizował antyfrancuskie powstanie i przekształcił się we Front Wyzwolenia Narodowego. Powstanie objęło cały kraj. Francuzi w trakcie powstania wprowadzili w kolonii system rządów terroru i odpowiedzialności zbiorowej wobec cywilów. Powszechne stały się tortury, ekspedycje karne i pacyfikacje. W 1958 w Kairze utworzono Tymczasowy Rząd Republiki Algierskiej. W 1962 przedstawiciele Frontu Wyzwolenia Narodowego i rządu Francji podpisali układ w Évian-les-Bains, na mocy którego proklamowano niepodległość republiki.
U progu niepodległości kraju nasiliły się zamachy terrorystyczne podejmowane przez Organizację Tajnej Armii (OAS), skupiającą pozostałych w kraju francuskich osadników. Terroryzm i reakcja nań ze strony władz spowodowały masowy exodus ludności francuskiej z kraju, do połowy 1962 Algierię opuściło 80% osadników. W 1963 przyjęto pierwszą konstytucję algierską. Premierem i pierwszym prezydentem republiki został Ahmad Ben Bella. W październiku 1963 suwerenność Algierii zakwestionowało Maroko, w trakcie tak zwanej wojny piaskowej, w której siły algierskie pokonały wojska marokańskie. W 1964 w Algierskiej Karcie Narodowej nakreślono socjalistyczny program rozwoju państwa, w którym monopartyjne rządy objął Front Wyzwolenia Narodowego. W 1965 miał miejsce zamach stanu z Huari Bumedienem na czele. Bumedien w trakcie rządów przeprowadził reformę rolną i nacjonalizację części sektorów przemysłu.
W 1979, po śmierci Bumediena, urząd prezydenta objął Szadli Bendżedid. Uchwalona w 1989 nowa, demokratyczna konstytucja, spowodowała chaos polityczny. Duże poparcie społeczne uzyskał islamistyczny Islamski Front Ocalenia, który w 1990 wygrał wybory komunalne i regionalne. Po wygranej pierwszej turze wyborów parlamentarnych w 1991 doszło do reakcji wojska i zwolenników państwa laickiego: Islamski Front Ocalenia został zdelegalizowany, a wybory unieważnione. W latach 90. XX wieku w kraju trwała wojna domowa. W styczniu 2000 rozwiązała się Islamska Armia Ocalenia, zbrojne skrzydło Islamskiego Frontu Ocalenia (FIS), a wielu jej bojowników poddało się w zamian za amnestię. W XXI wieku Algieria znalazła się w czołówce najlepiej rozwiniętych państw kontynentu. Na przełomie 2010 i 2011 w kraju wybuchły ogólnokrajowe protesty. W kwietniu 2019 do dymisji podał się wieloletni prezydent Abd al-Aziz Buteflika, na co miały wpływ trwające masowe protesty spowodowane przez rosnące koszty życia i bezrobocie.

## Demografia

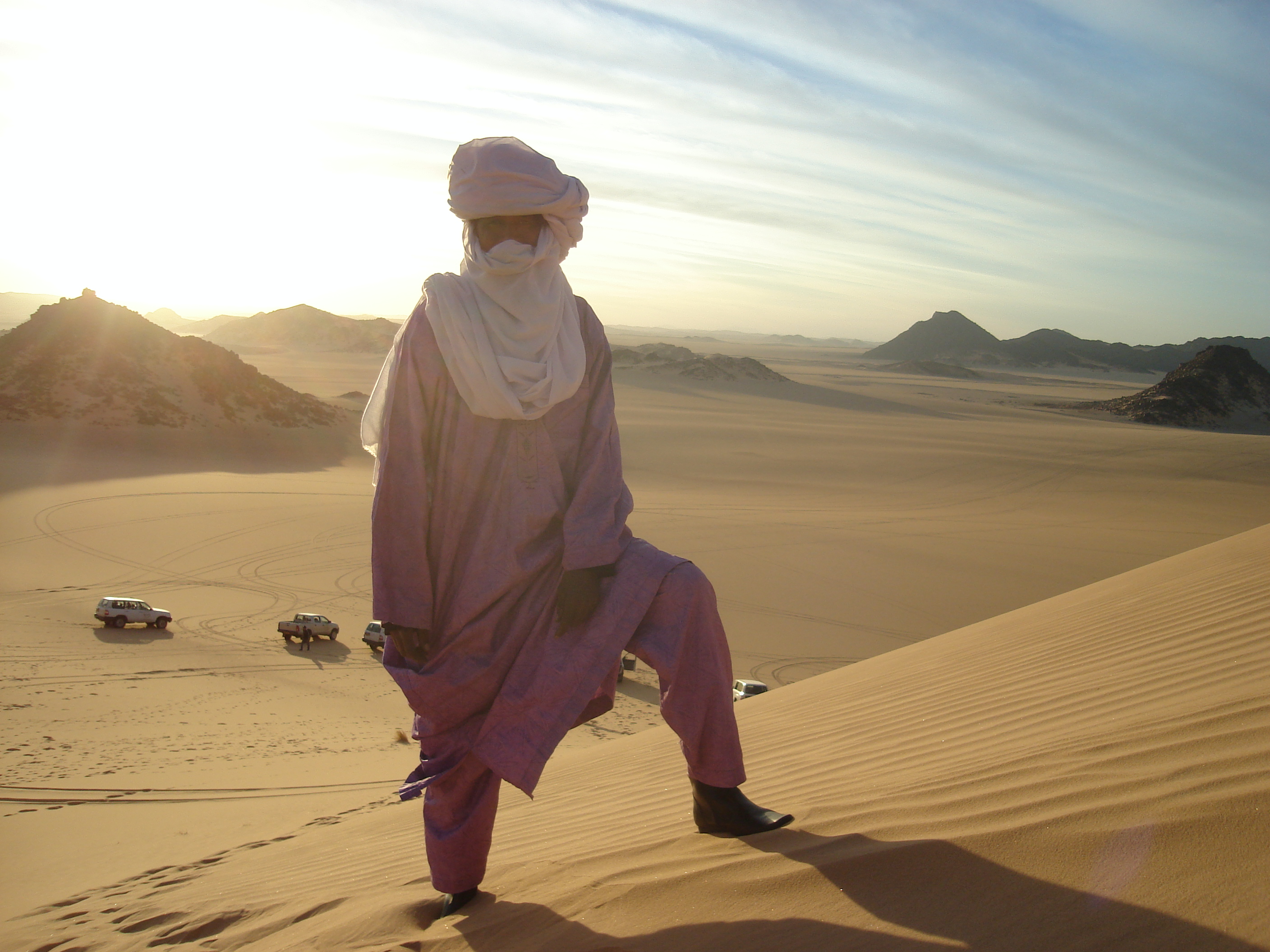
Tuareg z Algierii

Podobnie do Maroka ludność Algierii w większości ma mieszane arabsko-berberyjskie pochodzenie, przy czym w przeważającej większości uważa się za Arabów.

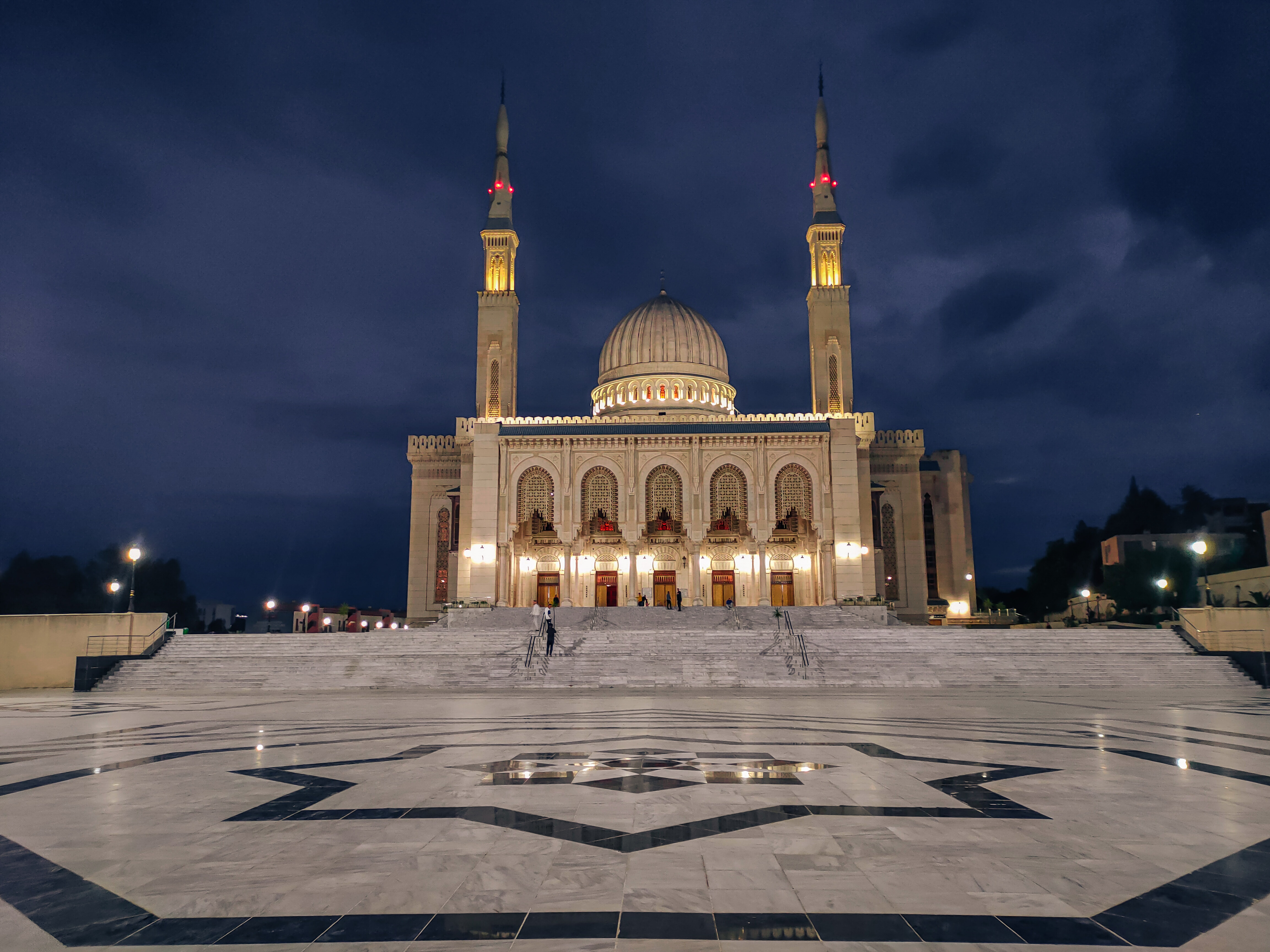
Meczet Abd al-Kadira w mieście Konstantyna

Wyraźnie osobnym narodem są berberyjscy Kabylowie posiadający własny język i odrębne zwyczaje, którzy zamieszkują głównie północno-wschodni region kraju zwany Kabylią, gdzie są w większości. Liczebność Kabylów w Algierii ocenia się pomiędzy 3 000 000 a 6 000 000 osób. Występują wśród nich tendencje do żądania autonomii, w szczególności językowej, które dotychczas zwalczane były przez władze algierskie.
Na obszarach pustyń i oaz w środkowej i południowej części kraju występują także inne grupy posługujące się językami berberyjskimi, w tym Tuaregowie.
- największe miasta według liczby ludności (dane szacunkowe z 2009[9]):
  - Algier – 2 203 698
  - Oran – 679 877
  - Konstantyna – 462 779
  - Batina – 297 835
  - Dżilfa – 261 026
- przyrost naturalny: 1,19% (2009)
- śmiertelność niemowląt: 27,73 na 1000 żywych narodzin
- średnia długość życia: 74 lata
- analfabetyzm: 30%

W 2016 Algieria liczyła 40 376 000 mieszkańców, w skład których wchodzili:
- Arabowie (Algierczycy) – 67,9%
- Berberowie – 23,8% (w tym Kabylowie – 13,8%, Shawiya – 5,3%, Imazighen – 3,8%)
- Beduini – 6,3% (w tym Tajakant – 4,1%)
- pozostali – 2,0% (w tym Sahrawi, Arabowie – Marokańczycy, Tuaregowie i Chińczycy).

## Religia

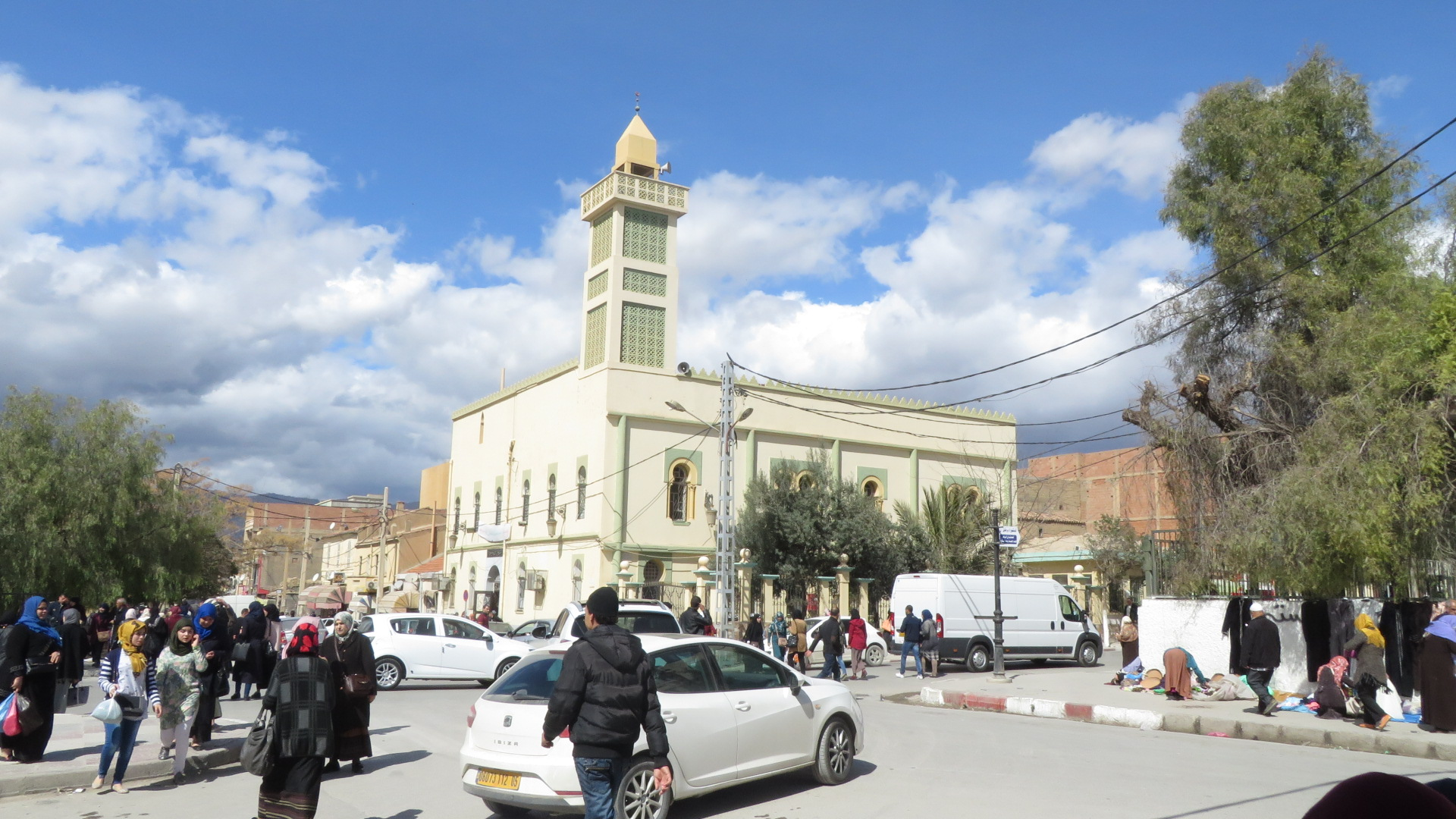
Meczet w mieście Batina

Struktura religijna w 2024 roku, według World Christian Database:
- muzułmanie – 98,23%,
- brak religii – 1,4%,
- chrześcijanie – 0,31%:
  - ewangelikalni, zielonoświątkowcy i niezależne kościoły (125 tys.)
  - protestanci (11,5 tys.)
  - katolicy (6,8 tys.)
  - prawosławni (1,3 tys.)
- inne religie – 0,06%, w tym:
  - buddyści (7,4 tys.)
  - bahaiści (4,2 tys.).

## Siły zbrojne
Algieria dysponuje trzema rodzajami sił zbrojnych: siłami lądowymi, marynarką wojenną oraz siłami powietrznymi. Uzbrojenie sił lądowych Algierii składało się w 2014 z: 1050 czołgów, 1748 opancerzonych pojazdów bojowych, 180 dział samobieżnych, 148 wieloprowadnicowych wyrzutni rakietowych oraz 300 zestawów artylerii holowanej. Marynarka wojenna Algierii dysponowała w 2014: 12 korwetami, 6 okrętami podwodnymi oraz trzema fregatami.

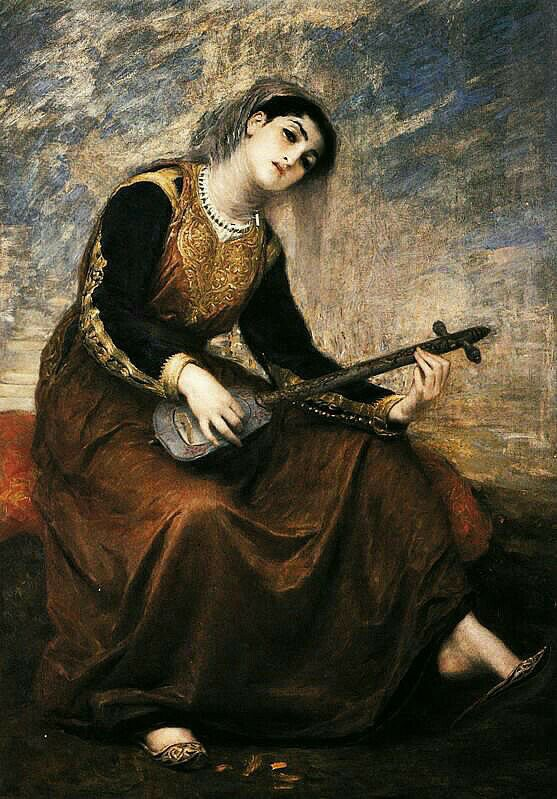
Algierka grająca na tradycyjnej północnoafrykańskiej mandoli, 1871

Wojska algierskie w 2023 liczyły 512 tysięcy żołnierzy służby czynnej oraz 465 tysięcy rezerwistów. Według rankingu Global Firepower (2023) algierskie siły zbrojne stanowią 26. siłę militarną na świecie, z rocznym budżetem na cele obronne w wysokości 10 mld dolarów.

## Ustrój polityczny
Algieria zgodnie z konstytucją z 19 listopada 1976 (wielokrotnie nowelizowaną) jest republiką, w której głową państwa jest prezydent wybierany w wyborach powszechnych na okres 5 lat. Prezydent mianuje premiera, który stoi na czele rządu. Dwuizbowy parlament składa się z izby niższej – Narodowego Zgromadzenia Ludowego liczącego 462 członków wybieranych w wyborach powszechnych na okres 5 lat – oraz izby wyższej: Rady Narodu liczącej 144 członków z których 96 wybieranych jest przez kolegium elektorów a 48 jest powoływanych przez prezydenta na okres 6 lat.

## Gospodarka
- PKB 3815,25 USD na osobę (2020)
- bezrobocie: 11,4% (2019)
- 23% ludności poniżej poziomu ubóstwa.
- na osobę przypada 713 kilowatogodzin
- 114 telefonów na 1000 osób
- 16 użytkowników Internetu na 1000 osób.
- 1000 osób na 1 lekarza
- 513 osób na łóżko szpitalne

Algieria należy do eksporterów ropy naftowej i gazu ziemnego wydobywanych na Saharze i transportowanych rurociągami do portów Arziw, Dżidżal i Bidżaja. Ponadto prowadzi się wydobycie fosforytów, rud cynku, ołowiu i miedzi, węgla kamiennego, soli kamiennej, gipsu, a także rud rtęci (4. miejsce na świecie), uranu i żelaza. Elektrownie algierskie są opalane ropą i gazem ziemnym.
Transport drogowy i kolejowy; żegluga kabotażowa.
Handel z Francją, Włochami, Niemcami, Hiszpanią, Stanami Zjednoczonymi.

### Rolnictwo
Uprawa zbóż, oliwek, winorośli, pomarańczy, mandarynek i pomidorów.
Hodowla owiec, kóz, wielbłądów, bydła; rybołówstwo.